# Rijksdienst Caribisch Nederland

Logo van de Rijksdienst Caribisch Nederland (RCN).

De Rijksdienst Caribisch Nederland (RCN) (Engels: Rijksdienst Dutch Caribbean; Papiaments: Servisio di Reino Karibe Hulandes) is een onderdeel van de Nederlandse rijksoverheid en een samenwerking tussen verschillende ministeries voor zaken die betrekking hebben op de Caribische openbare lichamen Bonaire, Sint Eustatius en Saba (Caribisch Nederland). De Rijksdienst Caribisch Nederland is een onderdeel van het Directoraat-generaal Bestuur en Koninkrijksrelaties van het ministerie van Binnenlandse Zaken en Koninkrijksrelaties (BZK).
In december 2008 werd op alle drie de eilanden een Regionaal Service Centrum (Regional Service Centre, Sentro di Servisio Regional) geopend. In september 2010 werden de centra hernoemd naar Rijksdienst Caribisch Nederland om vanaf 10 oktober na de ontmanteling van de Nederlandse Antillen als zodanig operationeel te worden. De RCN fungeert als een centraal loket van de Nederlandse overheidsinstanties. Verder besteden Nederlandse overheidsorganen taken uit aan de rijksdienst en biedt de rijksdienst huisvesting aan Nederlandse instanties die zelf taken uitvoeren op de eilanden.
Alle rijksambtenaren in Caribisch Nederland zijn formeel in dienst bij de Rijksdienst Caribisch Nederland (ministerie van BZK), maar functioneel gezien vallen ze onder de verantwoordelijkheid van het ministerie of de uitvoeringsorganisatie waarvoor ze het werk uitvoeren. De rijksoverheid heeft in Caribisch Nederland 629,15 fte aan formatieplaatsen, waarvan er op 1 januari 2011 ruim 482 fte vervuld werden. De RCN streeft ernaar om zo veel mogelijk vacatures te vervullen met kandidaten uit Caribisch Nederland of Aruba, Curaçao en Sint Maarten.